# Ingo Stawitz

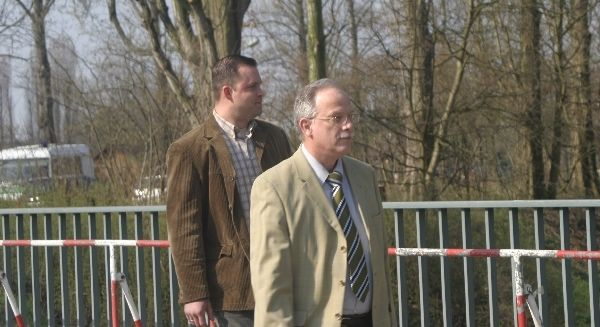
Ingo Stawitz (rechts) auf dem Weg zum NPD-Bundesparteitag 2009.

Ingo Stawitz (* 18. August 1950 in Hamburg) ist ein rechtsextremer deutscher Politiker in wechselnden Parteien, aktuell der Nationaldemokratischen Partei Deutschlands. Zunächst in der DVU aktiv, wurde er für diese 1992 in den Landtag von Schleswig-Holstein gewählt, dem er bis 1996 angehörte. 1993 wechselte er in die DLVH und nach dem Ausscheiden aus dem Landtag in die damalige NPD, der er bis 2023 mit einer vierjährigen Unterbrechung angehörte. Von Juni 2012 bis Oktober 2020 war er deren Landesvorsitzender. Im Zuge der Umbenennung der Partei in „Die Heimat“ schloss er sich einer Abspaltung unter dem alten Namen „NPD“ an und ist dort als stellvertretender Parteivorsitzender tätig.

## Politische Entwicklung
Stawitz ist verheiratet, hat drei Kinder und lebt mit seiner Familie in Uetersen. Bis 1992 arbeitete er als Tiefdruckfarbretuscheur bei Gruner + Jahr in Itzehoe.
Bei der Landtagswahl in Schleswig-Holstein am 5. April 1992 war Stawitz Spitzenkandidat der rechtsextremen DVU, die 6,3 % der Stimmen erhielt. Vom 5. Mai 1992 bis zum 26. Mai 1993 war er Vorsitzender der DVU-Fraktion im Landtag von Schleswig-Holstein. 1993 warf ihm der DVU-Bundesvorsitzende Gerhard Frey schwerwiegendes finanzielles Fehlverhalten vor. Zudem hätten seine Redebeiträge die DVU in die Nähe von Neonazismus und Rassismus gebracht. Sein Ausschluss aus der DVU wurde eingeleitet. Daraufhin trat Stawitz aus der DVU aus.
Er trat in die DLVH ein und wurde Fraktionsvorsitzender der am 26. Oktober 1993 gegründeten DLVH-Fraktion. Nachdem diese sich zum 7. Juli 1995 wieder aufgelöst hatte, blieb er bis zum Ende der Legislaturperiode fraktionslos. Bei der folgenden Landtagswahl 1996 erhielt die DLVH mit Stawitz als Spitzenkandidat nur 0,2 Prozent der Wählerstimmen. Als die DLVH Ende 1996 ihren Parteistatus aufgab, trat Stawitz der NPD bei und wurde Vorsitzender des NPD-Landesverbandes Schleswig-Holstein.
Er propagierte und praktizierte in den 1990er Jahren als einer der ersten die Zusammenarbeit mit militanten Neonazi-Kameradschaften als Bündnis Rechts für Schleswig-Holstein. 2000 wurde er als Landesvorsitzender abgewählt, verließ die NPD und wurde Sprecher im Bündnis Rechts für Lübeck. 2004 trat er wieder in die NPD ein und erhielt dort Listenplatz 2 für die Landtagswahl 2005.
Stawitz war einige Jahre Vorsitzender des NPD-Bezirksverbands Westküste. Bei der Landtagswahl am 27. September 2009 in Schleswig-Holstein kandidierte er auf Platz 2 der NPD-Landesliste, bei der Bundestagswahl auf Platz 4. Im Juni 2012 wurde er als Nachfolger von Jens Lütke zum Vorsitzenden des NPD-Landesverbandes Schleswig-Holstein gewählt.
Seit 17. Dezember 2016 ist Stawitz Vorstandsmitglied der Allianz für Frieden und Freiheit.
Als die ursprüngliche NPD auf dem Parteitag im Juni 2023 in „Die Heimat“ umbenannt wurde, schloss Stawitz sich einer Abspaltung, die vom damaligen Hamburger Landesvorsitzenden Lennart Schwarzbach initiiert wurde an, die weiterhin unter dem Namen „Nationaldemokratische Partei Deutschlands“ firmiert. Dort wurde er als stellvertretender Parteivorsitzender in den Vorstand gewählt.

## Vorfälle im Wahlkampf 2005
Am 6. Januar 2005 zeigte das Fernsehmagazin Panorama Gewalttaten von Stawitz und anderen NPD-Mitgliedern gegen linke Gegendemonstranten, die zuvor Flaschen und Steine auf den NPD-Veranstaltungsort geworfen hatten.
Nachdem Stawitz die Tat zugegeben hatte, verurteilte das Landgericht Itzehoe ihn und zwei Mitangeklagte am 22. März 2007 zu einer Geldstrafe von 90 Tagessätzen, weil sie in einer Ausnahmesituation das Notwehr- und Selbsthilferecht überschritten hätten.
Um mehr Jungwähler zu erreichen, beschloss die NPD 2005, sich für die Landtagswahl in Schleswig-Holstein wieder mehr als „Weltanschauungspartei“ zu zeigen. Demgemäß bestritt Stawitz in einem Interview mit der Berliner Zeitung die Schuld Deutschlands am Zweiten Weltkrieg und den Holocaust. Er kenne „Leichenberge nur aus Dresden“. Zwar seien viele Menschen im KZ Auschwitz-Birkenau umgekommen, doch vor allem durch Seuchen. Die Alliierten hätten Bilder der Toten in Filmen nach Kriegsende als die von Auschwitz präsentiert. Homosexualität sei „unchristlich und amoralisch.“